# Enicospilus flavofuscus
Enicospilus flavofuscus là một loài tò vò trong họ Ichneumonidae.